# Poveda
Poveda település Spanyolországban, Ávila tartományban. Poveda Villatoro, Vadillo de la Sierra, Pradosegar és Amavida községekkel határos. Lakosainak száma 33 fő (2024).

## Népesség
A település népessége az utóbbi években az alábbiak szerint változott:
| Lakosok száma | 84   | 81   | 81   | 70   | 61   | 56   | 47   | 42   | 38   | 33   |
|               | 2001 | 2004 | 2006 | 2009 | 2011 | 2014 | 2016 | 2019 | 2021 | 2024 |